# Wimpasing (Dietfurt an der Altmühl)
Wimpasing ist ein Ortsteil der Stadt Dietfurt an der Altmühl im Landkreis Neumarkt in der Oberpfalz in Bayern.

## Lage
Der Weiler liegt nordwestlich der Kernstadt Dietfurt an der Altmühl und westlich von Dürn, einem Ortsteil des Marktes Breitenbrunn. Nördlich und westlich verläuft die Kreisstraße NM 11, westlich fließt die Weiße Laber.

## Baudenkmäler
In der Liste der Baudenkmäler in Dietfurt an der Altmühl sind für Wimpasing vier Baudenkmäler aufgeführt:

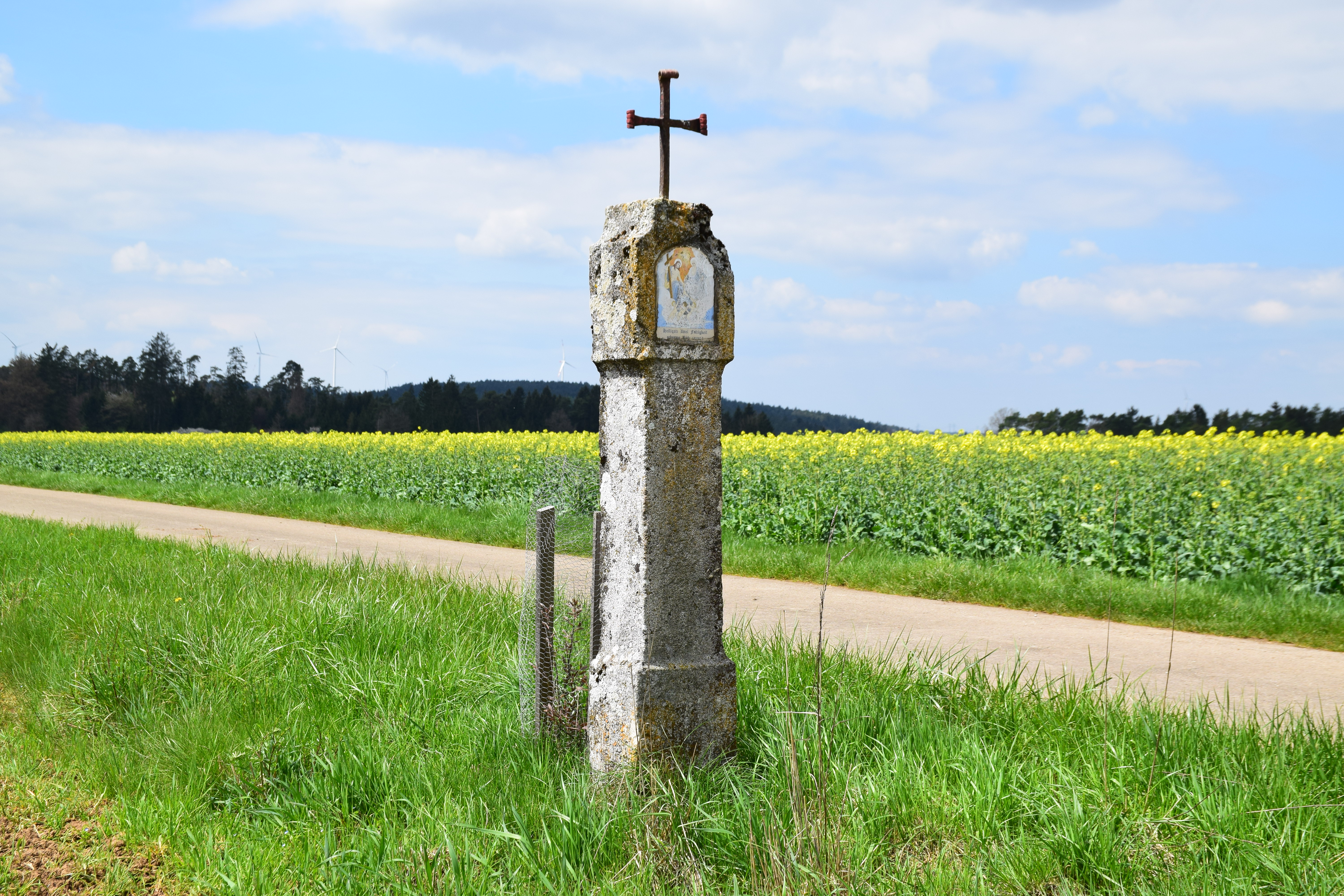
Bildstock (Kirchenwegfeld)
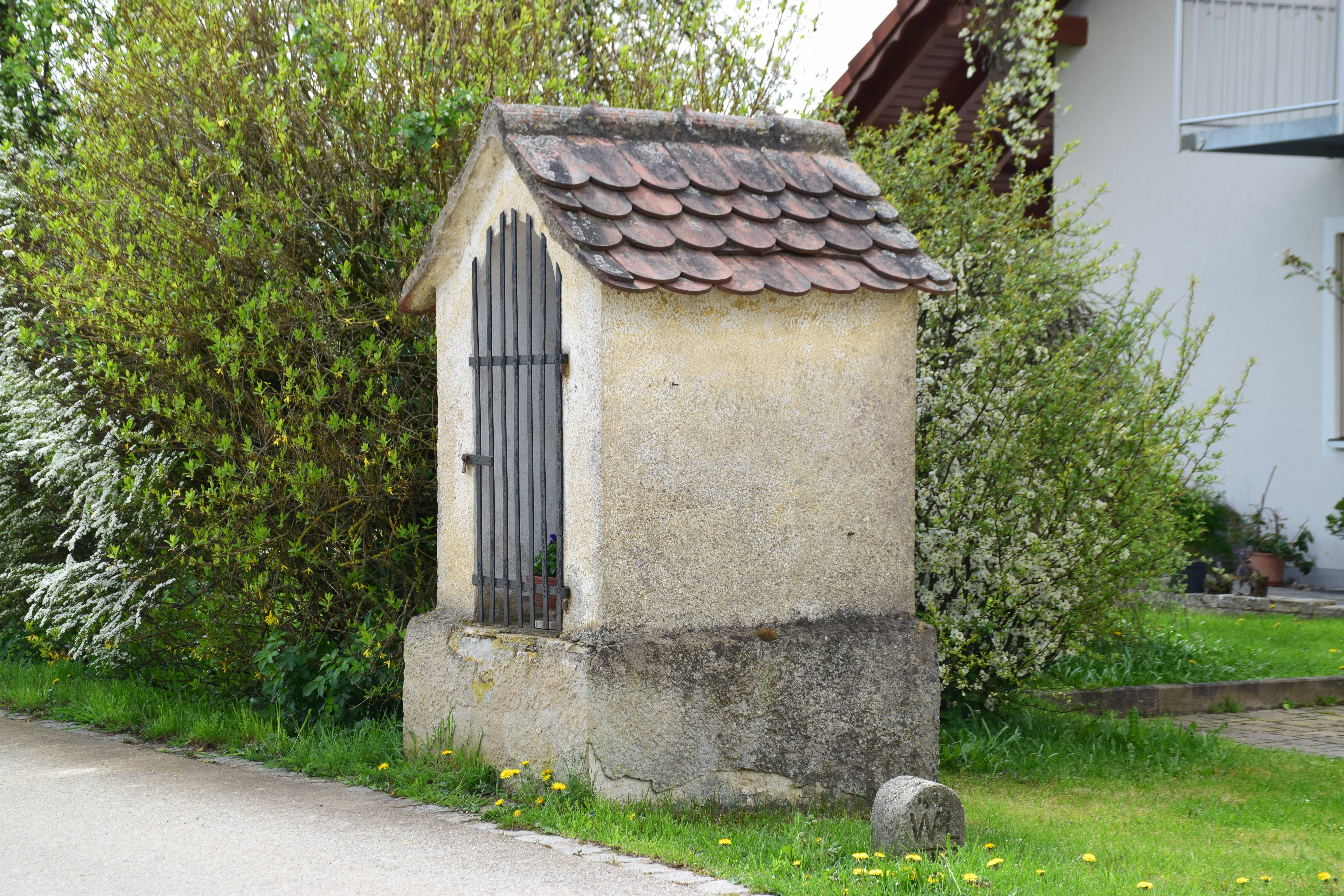
Kapellenbildstock Herz-Marien (Muttenhofener Straße)
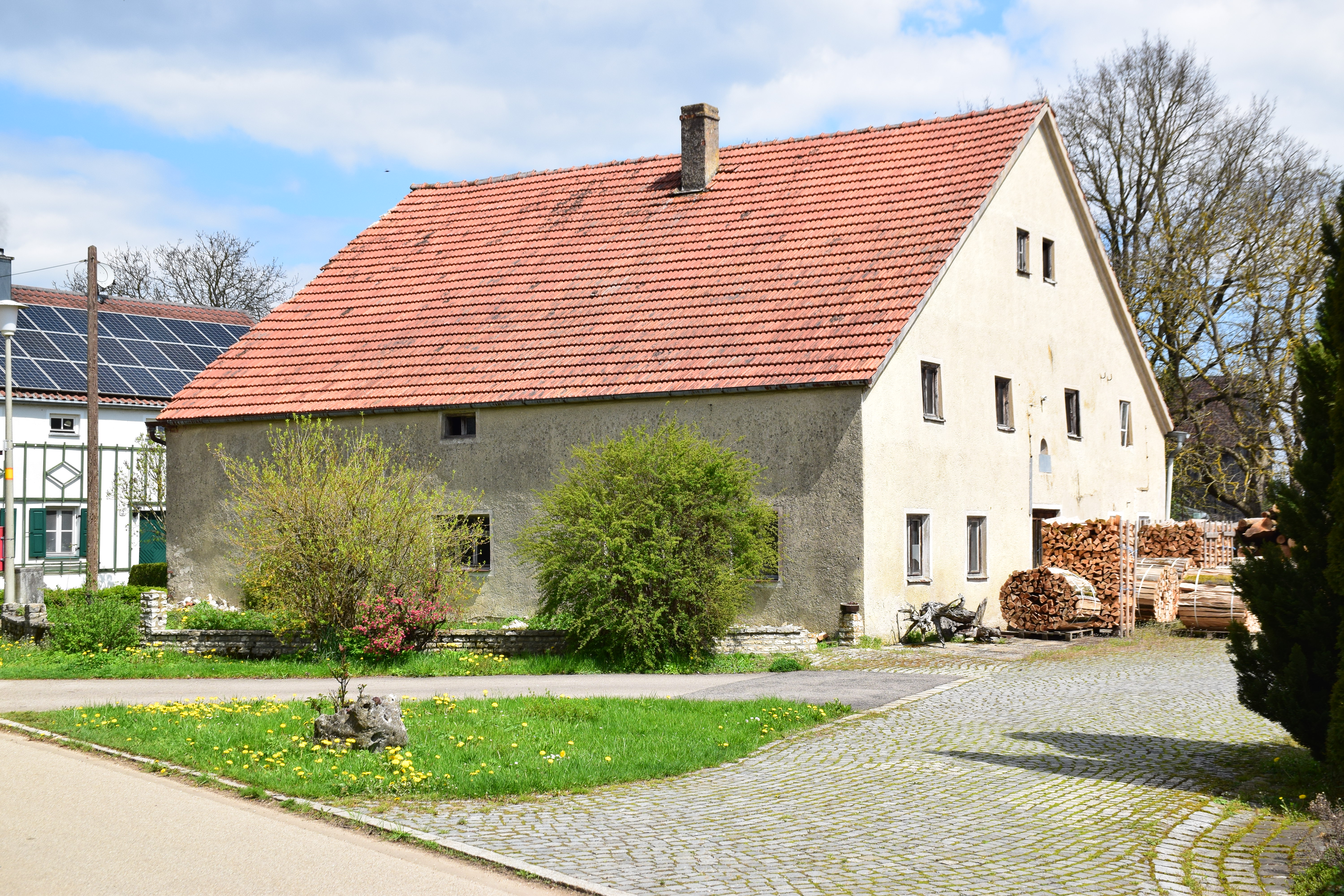
Wohnstallhaus (Wimpasing 1)
- Wohnstallhaus (Wimpasing 3)

- Bildstock (Kirchenwegfeld)
- Kapellenbildstock Herz-Marien (Muttenhofener Straße)
- Wohnstallhaus (Wimpasing 1)